# Netrocerocora
Netrocerocora là một chi bướm đêm thuộc họ Noctuidae.

## Loài
- Netrocerocora quadrangula (Eversmann, 1844)